# LOSC Lille 2022-2023
Questa voce raccoglie le informazioni riguardanti il LOSC Lille nelle competizioni ufficiali della stagione 2022-2023.

## Divise e sponsor
Lo sponsor tecnico per la stagione 2022-2023 è New Balance, mentre lo sponsor ufficiale è Boulanger
| Casa | Trasferta | Terza divisa |

## Rosa
In corsivo i calciatori ceduti durante la stagione.
| N. |                       | Ruolo | Calciatore            |
| -- | --------------------- | ----- | --------------------- |
| 1  | Brasile (bandiera)    | P     | Léo Jardim            |
| 3  | Portogallo (bandiera) | D     | Tiago Djaló           |
| 4  | Brasile (bandiera)    | D     | Alexsandro Ribeiro    |
| 5  | Svezia (bandiera)     | D     | Gabriel Gudmundsson   |
| 6  | Portogallo (bandiera) | D     | José Fonte (capitano) |
| 7  | Francia (bandiera)    | A     | Jonathan Bamba        |
| 8  | Francia (bandiera)    | C     | Jonas Martin          |
| 9  | Canada (bandiera)     | A     | Jonathan David        |
| 10 | Francia (bandiera)    | C     | Rémy Cabella          |
| 11 | Turchia (bandiera)    | A     | Yusuf Yazıcı          |
| 11 | Algeria (bandiera)    | A     | Adam Ounas            |
| 13 | Algeria (bandiera)    | D     | Akim Zedadka          |
| 15 | Francia (bandiera)    | D     | Leny Yoro             |
| 16 | Slovacchia (bandiera) | P     | Adam Jakubech         |

| N. |                        | Ruolo | Calciatore      |
| -- | ---------------------- | ----- | --------------- |
| 18 | Francia (bandiera)     | D     | Bafodé Diakité  |
| 19 | Francia (bandiera)     | A     | Isaac Lihadji   |
| 20 | Inghilterra (bandiera) | A     | Angel Gomes     |
| 21 | Francia (bandiera)     | C     | Benjamin André  |
| 22 | Stati Uniti (bandiera) | A     | Timothy Weah    |
| 23 | Kosovo (bandiera)      | C     | Edon Zhegrova   |
| 25 | Francia (bandiera)     | P     | Benoît Costil   |
| 26 | Francia (bandiera)     | A     | Alan Virginius  |
| 27 | Guinea (bandiera)      | A     | Mohamed Bayo    |
| 28 | Portogallo (bandiera)  | C     | André Gomes     |
| 30 | Francia (bandiera)     | P     | Lucas Chevalier |
| 31 | Brasile (bandiera)     | D     | Ismaily         |
| 35 | Camerun (bandiera)     | C     | Carlos Baleba   |

## Calciomercato

### Sessione estiva(dall'1/7 all'1/9)
| Acquisti         | Acquisti            | Acquisti      | Acquisti                  |
| R.               | Nome                | da            | Modalità                  |
| ---------------- | ------------------- | ------------- | ------------------------- |
| D                | Akim Zedadka        | Clermont Foot | definitivo                |
| D                | Alexsandro Ribeiro  | Chaves        | definitivo (2 milioni €)  |
| D                | Bafodé Diakité      | Tolosa        | definitivo (3 milioni €)  |
| D                | Ismaily             | Šachtar       | definitivo                |
| C                | Rémy Cabella        | Montpellier   | definitivo                |
| C                | Jonas Martin        | Rennes        | definitivo                |
| C                | André Gomes         | Everton       | prestito                  |
| A                | Mohamed Bayo        | Clermont Foot | definitivo (14 milioni €) |
| A                | Alan Virginius      | Sochaux       | definitivo (4 milioni €)  |
| A                | Adam Ounas          | Napoli        | definitivo (3 milioni)    |
| Altre operazioni |                     |               |                           |
| R.               | Nome                | da            | Modalità                  |
| P                | Lucas Chevalier     | Valenciennes  | fine prestito             |
| D                | Kouadio-Yves Dabila | Seraing       | fine prestito             |
| C                | Yusuf Yazıcı        | CSKA Mosca    | fine prestito             |

| Cessioni         | Cessioni            | Cessioni            | Cessioni                  |
| R.               | Nome                | a                   | Modalità                  |
| ---------------- | ------------------- | ------------------- | ------------------------- |
| D                | Sven Botman         | Newcastle Utd       | definitivo (37 milioni €) |
| D                | Zeki Çelik          | Roma                | definitivo (7 milioni €)  |
| D                | Domagoj Bradarić    | Salernitana         | definitivo (5 milioni €)  |
| D                | Kouadio-Yves Dabila | Paris FC            | definitivo                |
| C                | Amadou Onana        | Everton             | definitivo (35 milioni €) |
| C                | Renato Sanches      | Paris Saint-Germain | definitivo (15 milioni €) |
| C                | Yusuf Yazıcı        | Trabzonspor         | prestito (500 mila €)     |
| A                | Burak Yılmaz        | Fortuna Sittard     | definitivo                |
| Altre operazioni |                     |                     |                           |
| R.               | Nome                | a                   | Modalità                  |
| P                | Ivo Grbić           | Atlético Madrid     | fine prestito             |
| P                | Orestis Karnezis    |                     | ritiro                    |
| D                | Jérémy Pied         |                     | svincolato                |
| C                | Hatem Ben Arfa      |                     | svincolato                |
| C                | Xeka                |                     | svincolato                |

### Sessione invernale (dal 1/1 al 31/1)
| Acquisti | Acquisti      | Acquisti | Acquisti   |
| R.       | Nome          | da       | Modalità   |
| -------- | ------------- | -------- | ---------- |
| P        | Benoît Costil | Auxerre  | definitivo |

| Cessioni | Cessioni      | Cessioni      | Cessioni                 |
| R.       | Nome          | a             | Modalità                 |
| -------- | ------------- | ------------- | ------------------------ |
| P        | Léo Jardim    | Vasco da Gama | definitivo (2 milioni €) |
| D        | Akim Zedadka  | Auxerre       | prestito                 |
| A        | Isaac Lihadji | Sunderland    | definitivo               |

## Risultati

### Ligue 1

#### Girone d'andata
| Arbitro: | Wattellier |

|                                    |           |                 |
| André 1’ David 3’, 39’ Zedadka 64’ | Marcatori | 68’ Charbonnier |

| Arbitro: | Dechepy |

|           |           |             |
| Simon 28’ | Marcatori | 76’ Ismaily |

| Arbitro: | Turpin |

|           |           |                                                          |
| Bamba 54’ | Marcatori | 1’, 66’, 87’ Mbappé 27’ Messi 39’ Hakimi 43’, 52’ Neymar |

| Arbitro: | Léonard |

|            |           |                                |
| Bayala 84’ | Marcatori | 17’ Yazıcı 43’ Bamba 67’ Djaló |

| Arbitro: | Stinat |

|           |           |                                   |
| Bamba 20’ | Marcatori | 22’ (rig.) Delort 29’ (rig.) Pépé |

| Arbitro: | Brisard |

|          |           |                            |
| Wahi 20’ | Marcatori | 41’, 90+5’ David 57’ Gomes |

| Arbitro: | Millot |

|                       |           |             |
| Sánchez 26’ Gigot 57’ | Marcatori | 12’ Ismaily |

| Arbitro: | Gaillouste |

|                    |           |            |
| David 5’ Ounas 53’ | Marcatori | 48’ Chaïbi |

| Arbitro: | Ben El Hadj |

|                               |           |           |
| Diakité 9’ (aut.) Le Bris 87’ | Marcatori | 78’ David |

| Arbitro: | Letexier |

|                  |           |  |
| David 44’ (rig.) | Marcatori |  |

| Arbitro: | Pignard |

|  |           |                            |
|  | Marcatori | 41’, 76’ David 80’ Cabella |

| Arbitro: | Delajod |

|                                           |           |                                        |
| Alexsandro 15’ Cabella 39’, 62’ Bamba 71’ | Marcatori | 34’ Henrique 44’ Disasi 53’ Ben Yedder |

| Arbitro: | Brisard |

|               |           |  |
| Lacazette 74’ | Marcatori |  |

| Arbitro: | Hamel |

|           |           |                       |
| Fonte 16’ | Marcatori | 58’ (rig.) Bourigeaud |

| Arbitro: | Nogueira |

|           |           |  |
| Djaló 36’ | Marcatori |  |

| Arbitro: | Letexier |

|  |           |                      |
|  | Marcatori | 68’ Gomes 90+3’ Bayo |

| Arbitro: | Wattellier |

|           |           |             |
| David 31’ | Marcatori | 78’ Cajuste |

| Brest 11 gennaio 2023, ore 19:00 CET 18ª giornata | Brest   | 0 – 0 referto | Lilla | Stadio Francis Le Blé (11 452 spett.)\| Arbitro: \| Vernice \| |
| Arbitro:                                          | Vernice |               |       |                                                                |

| Arbitro: | Gaillouste |

|                                                   |           |           |
| Bayo 16’, 47’ David 45+2’, 88’ Alan Virginius 75’ | Marcatori | 65’ Baldé |

#### Girone di ritorno
| Arbitro: | Wattellier |

|             |           |  |
| Laborde 34’ | Marcatori |  |

| Villeneuve-d'Ascq 1 febbraio 2023, ore 19:00 CET 21ª giornata | Lilla  | 0 – 0 referto | Clermont Foot | Stadio Pierre Mauroy (32 498 spett.)\| Arbitro: \| Stinat \| |
| Arbitro:                                                      | Stinat |               |               |                                                              |

| Arbitro: | Batta |

|           |           |                                      |
| Gouiri 1’ | Marcatori | 89’ Zhegrova 85’ Cabella 90+3’ Gomes |

| Arbitro: | Ben El Hadj |

|                |           |  |
| David 23’, 28’ | Marcatori |  |

| Arbitro: | Delajod |

|                                        |           |                                        |
| Mbappé 11’, 87’ Neymar 17’ Messi 90+5’ | Marcatori | 24’ Diakité 58’ (rig.) David 69’ Bamba |

| Arbitro: | Gaillouste |

|                            |           |                 |
| Diakité 60’ Alexsandro 80’ | Marcatori | 8’ (aut.) Djaló |

| Arbitro: | Letexier |

|                  |           |           |
| Fonte 41’ (aut.) | Marcatori | 69’ David |

| Arbitro: | Bastien |

|                                   |           |                              |
| David 46’, 61’ (rig.), 79’ (rig.) | Marcatori | 64’ Barcola 83’, 89’ Barcola |

| Arbitro: | El Hadj |

|  |           |                            |
|  | Marcatori | 85’ Alexsandro 90+11’ Bayo |

| Arbitro: | Jérémie Pignard |

|                               |           |          |
| Cabella 12’ Zhegrova 88’, 90’ | Marcatori | 76’ Koné |

| Arbitro: | Mathieu Vernice |

|               |           |  |
| Šabanović 85’ | Marcatori |  |

| Arbitro: | Brisard |

|                       |           |           |
| David 70’ Cabella 72’ | Marcatori | 24’ Sylla |

| Arbitro: | Frappart |

|                  |           |                  |
| Niang 62’ (rig.) | Marcatori | 36’ (rig.) David |

| Arbitro: | Letexier |

|                               |           |  |
| A. Gomes 22’, 33’ Cabella 37’ | Marcatori |  |

| Arbitro: | Leonard |

|             |           |  |
| Munetsi 21’ | Marcatori |  |

| Montecarlo 14 maggio 2023, ore 19:00 CEST 35ª giornata | Monaco  | 0 – 0 referto | Lilla | Stadio Louis II (6 805 spett.)\| Arbitro: \| Bastien \| |
| Arbitro:                                               | Bastien |               |       |                                                         |

| Arbitro: | Brisard |

|                            |           |            |
| David 50’ (rig.) Bamba 72’ | Marcatori | 29’ Clauss |

| Arbitro: | Wattellier |

|                              |           |            |
| David 51’ (rig.), 88’ (rig.) | Marcatori | 18’ Merlin |

| Arbitro: | Stinat |

|                |           |             |
| Rony Lopes 72’ | Marcatori | 52’ Diakité |

### Coppa di Francia
| Arbitro: | Brisard |

|                    |           |  |
| David 15’ Bayo 68’ | Marcatori |  |

| Arbitro: | Léonard |

|                              |           |  |
| Kouassi 37’ (aut.) Gomes 79’ | Marcatori |  |

| Décines-Charpieu 8 febbraio 2023, ore 18:15 CEST Ottavi di finale | Olympique Lione      | 2 – 2 (d.t.s.) referto                 | Lilla | Parc Olympique Lyonnais |
| \| \| \| \| \| Cherki 8’ Lacazette 21’ \| Marcatori \| 29’ (rig.) Jonathan David 64’ Zhegrova \| \| Tolisso Dembélé Caqueret Lovren \| Tiri di rigore 4 – 2 \| Ang. Gomes Cabella Bayo Weah \| |                      |                                        |       |                         |
| |                      |                                        |       |                         |
| Cherki 8’ Lacazette 21’ | Marcatori            | 29’ (rig.) Jonathan David 64’ Zhegrova |       |                         |
| Tolisso Dembélé Caqueret Lovren | Tiri di rigore 4 – 2 | Ang. Gomes Cabella Bayo Weah           |       |                         |

## Statistiche

### Statistiche di squadra
| Competizione     | Punti | In casa | In casa | In casa | In casa | In casa | In casa | In trasferta | In trasferta | In trasferta | In trasferta | In trasferta | In trasferta | Totale | Totale | Totale | Totale | Totale | Totale | DR  |
| Competizione     | Punti | G       | V       | N       | P       | Gf      | Gs      | G            | V            | N            | P            | Gf           | Gs           | G      | V      | N      | P      | Gf     | Gs     | DR  |
| ---------------- | ----- | ------- | ------- | ------- | ------- | ------- | ------- | ------------ | ------------ | ------------ | ------------ | ------------ | ------------ | ------ | ------ | ------ | ------ | ------ | ------ | --- |
| Ligue 1          | 67    | 19      | 13      | 4       | 2       | 40      | 25      | 19           | 6            | 6            | 7            | 25           | 19           | 38     | 19     | 10     | 9      | 65     | 44     | +21 |
| Coppa di Francia | -     | 2       | 2       | 0       | 0       | 4       | 0       | 1            | 0            | 1            | 0            | 2            | 2            | 3      | 2      | 1      | 0      | 6      | 2      | +4  |
| Totale           | -     | 21      | 15      | 4       | 2       | 44      | 25      | 20           | 6            | 7            | 7            | 27           | 21           | 41     | 21     | 11     | 9      | 71     | 46     | +25 |

Fonte:  Soccerway, su int.soccerway.com.

### Andamento in campionato
| Giornata  | 1 | 2 | 3  | 4 | 5 | 6 | 7 | 8 | 9 | 10 | 11 | 12 | 13 | 14 | 15 | 16 | 17 | 18 | 19 | 20 | 21 | 22 | 23 | 24 | 25 | 26 | 27 | 28 | 29 | 30 | 31 | 32 | 33 | 34 | 35 | 36 | 37 | 38 |
| --------- | - | - | -- | - | - | - | - | - | - | -- | -- | -- | -- | -- | -- | -- | -- | -- | -- | -- | -- | -- | -- | -- | -- | -- | -- | -- | -- | -- | -- | -- | -- | -- | -- | -- | -- | -- |
| Luogo     | C | T | C  | T | C | T | T | C | T | C  | T  | C  | T  | C  | C  | T  | C  | T  | C  | T  | C  | T  | C  | T  | C  | T  | C  | T  | C  | T  | C  | T  | C  | T  | T  | C  | C  | T  |
| Risultato | V | N | P  | V | P | V | P | V | N | V  | V  | V  | P  | N  | V  | V  | N  | N  | V  | P  | N  | V  | V  | P  | V  | N  | N  | V  | V  | P  | V  | N  | V  | P  | N  | V  | V  | N  |
| Posizione | 3 | 2 | 12 | 6 | 9 | 6 | 8 | 7 | 9 | 7  | 7  | 6  | 7  | 7  | 7  | 6  | 7  | 7  | 6  | 7  | 6  | 6  | 5  | 6  | 6  | 6  | 6  | 6  | 5  | 5  | 5  | 5  | 5  | 5  | 5  | 5  | 4  | 5  |

Fonte:  Tables - Ligue 1 Uber Eats, su ligue1.com. URL consultato il 23 gennaio 2023.
Legenda:

Luogo: C = Casa; T = Trasferta. Risultato: V = Vittoria; N = Pareggio; P = Sconfitta.

### Statistiche dei giocatori
Sono in corsivo i calciatori che hanno lasciato la società a stagione in corso.
| Giocatore      | Ligue 1  | Ligue 1 | Ligue 1     | Ligue 1    | Coppa di Francia | Coppa di Francia | Coppa di Francia | Coppa di Francia | Totale   | Totale | Totale      | Totale     |
| Giocatore      | Presenze | Reti    | Ammonizioni | Espulsioni | Presenze         | Reti             | Ammonizioni      | Espulsioni       | Presenze | Reti   | Ammonizioni | Espulsioni |
| -------------- | -------- | ------- | ----------- | ---------- | ---------------- | ---------------- | ---------------- | ---------------- | -------- | ------ | ----------- | ---------- |
| Alexsandro     | 21       | 3       | 4           | 0          | 2                | 0                | 0                | 0                | 23       | 3      | 4           | 0          |
| B. André       | 34       | 1       | 12          | 0          | 3                | 0                | 1                | 0                | 37       | 1      | 13          | 0          |
| C. Baleba      | 19       | 0       | 3           | 1          | 2                | 0                | 0                | 0                | 21       | 0      | 3           | 1          |
| J. Bamba       | 34       | 6       | 6           | 0          | 1                | 0                | 0                | 0                | 35       | 6      | 6           | 0          |
| M. Bayo        | 27       | 4       | 1           | 0          | 3                | 1                | 0                | 0                | 30       | 5      | 1           | 0          |
| R. Cabella     | 32       | 7       | 2           | 0          | 3                | 0                | 0                | 0                | 35       | 7      | 2           | 0          |
| L. Chevalier   | 32       | -31     | 1           | 0          | 3                | -2               | 0                | 0                | 35       | -33    | 1           | 0          |
| B. Costil      | 0        | 0       | 0           | 0          | 0                | 0                | 0                | 0                | 0        | 0      | 0           | 0          |
| J. David       | 37       | 24      | 6           | 0          | 3                | 2                | 1                | 0                | 40       | 26     | 7           | 0          |
| B. Diakité     | 33       | 3       | 6           | 0          | 3                | 0                | 0                | 0                | 36       | 3      | 6           | 0          |
| T. Djaló       | 25       | 2       | 7           | 0          | 1                | 0                | 0                | 0                | 26       | 2      | 7           | 0          |
| J. Fonte       | 31       | 1       | 7           | 0          | 2                | 0                | 0                | 0                | 33       | 1      | 7           | 0          |
| André Gomes    | 26       | 3       | 6           | 0          | 1                | 0                | 0                | 0                | 27       | 3      | 6           | 0          |
| Angel Gomes    | 36       | 2       | 8           | 0          | 3                | 1                | 0                | 0                | 39       | 3      | 8           | 0          |
| G. Gudmundsson | 18       | 0       | 3           | 0          | 0                | 0                | 0                | 0                | 18       | 0      | 3           | 0          |
| Ismaily        | 23       | 2       | 0           | 0          | 2                | 0                | 0                | 0                | 25       | 2      | 0           | 0          |
| A. Jakubech    | 0        | 0       | 0           | 0          | 0                | 0                | 0                | 0                | 0        | 0      | 0           | 0          |
| L. Jardim      | 6        | -13     | 0           | 0          | 0                | 0                | 0                | 0                | 6        | -13    | 0           | 0          |
| M. Makhabe     | 0        | 0       | 0           | 0          | 1                | 0                | 0                | 0                | 1        | 0      | 0           | 0          |
| J. Martin      | 12       | 0       | 2           | 0          | 1                | 0                | 0                | 0                | 13       | 0      | 2           | 0          |
| A. Messoussa   | 1        | 0       | 0           | 0          | 0                | 0                | 0                | 0                | 1        | 0      | 0           | 0          |
| A. Ounas       | 21       | 1       | 2           | 0          | 1                | 0                | 0                | 0                | 22       | 1      | 2           | 0          |
| S. Ramet       | 1        | 0       | 0           | 0          | 0                | 0                | 0                | 0                | 1        | 0      | 0           | 0          |
| A. Virginius   | 15       | 1       | 1           | 0          | 3                | 0                | 0                | 0                | 18       | 1      | 1           | 0          |
| T. Weah        | 29       | 0       | 2           | 0          | 3                | 0                | 0                | 0                | 32       | 0      | 2           | 0          |
| L. Yoro        | 13       | 0       | 0           | 0          | 2                | 0                | 0                | 0                | 15       | 0      | 0           | 0          |
| Y. Yazıcı      | 4        | 1       | 0           | 0          | 0                | 0                | 0                | 0                | 4        | 1      | 0           | 0          |
| A. Zedadka     | 8        | 1       | 1           | 0          | 0                | 0                | 0                | 0                | 8        | 1      | 1           | 0          |
| E. Zhegrova    | 22       | 3       | 1           | 0          | 3                | 1                | 1                | 0                | 25       | 4      | 2           | 0          |